# Rimantas Kairelis
Rimantas Kairelis (*  15. Dezember 1950 in Vilnius) ist ein litauischer Politiker, Vizeminister.

## Leben
1974 absolvierte Kairelis das Diplomstudium der Wirtschaftsmathematik an der Fakultät für Wirtschaftskybernetik und Finanzen der Vilniaus universitetas (VU).
Von 1974 bis 1980 war er wissenschaftlicher Mitarbeiter und von 1980 bis 1987 Leiter am Labor für Forschungen der Soziologie der VU. Von 1977 bis 1986 lehrte er am Lehrstuhl für Politische Ökonomie. Von 1977 bis 1980  studierte er in der Aspirantur der VU. 
Von 1987 bis 1990 war er Direktor des Zentrums für Berufsorientierung Litauens. 1994 und 1996 war er Vizeminister und danach Ministeriumssekretär am Sozialministerium Litauens. Seit August 2009 leitet er das Büro Vilnius   von Vilija Blinkevičiūtė, des Mitglieds im Europaparlament.
Er ist verheiratet und hat einen Sohn und eine Tochter.

## Auszeichnungen
- 2004: Orden für Verdienste um Litauen, Riterio kryžius